# Division 1 1936-1937
La Division 1 1936-1937 è stata la 5ª edizione della massima serie del campionato francese di calcio, concluso con la vittoria del Olympique Marsiglia, al suo primo titolo.
Capocannoniere del torneo è stato Oskar Rohr (Strasburgo), con 30 reti.
In europa
Alla fine della stagione l'Olympique Marsiglia e il Sochaux, squadre vincenti rispettivamente del campionato e della Coppa di Francia, partecipano con altre squadre europee austriache, tedesche, cecoslovacche, ungheresi, inglesi e italiane ad un torneo che ha corso tra il 30 maggio e il 6 giugno all'Esposizione generale del 1937.

## Classifica finale
|  | Pos. | Squadra             | Pt | G  | V  | N | P  | GF | GS  | MR    |
|  | ---- | ------------------- | -- | -- | -- | - | -- | -- | --- | ----- |
|  | 1.   | Olympique Marsiglia | 38 | 30 | 17 | 4 | 9  | 69 | 39  | 1,769 |
|  | 2.   | Sochaux             | 38 | 30 | 16 | 6 | 8  | 56 | 42  | 1,333 |
|  | 3.   | RC France           | 37 | 30 | 17 | 3 | 10 | 57 | 47  | 1,213 |
|  | 4.   | Rouen               | 35 | 30 | 15 | 5 | 10 | 62 | 48  | 1,292 |
|  | 5.   | Olympique Lillois   | 34 | 30 | 14 | 6 | 10 | 51 | 43  | 1,186 |
|  | 6.   | Strasburgo          | 33 | 30 | 12 | 9 | 9  | 62 | 39  | 1,59  |
|  | 7.   | Metz                | 32 | 30 | 13 | 6 | 11 | 60 | 61  | 0,984 |
|  | 8.   | Excelsior Roubaix   | 31 | 30 | 13 | 5 | 12 | 72 | 60  | 1,2   |
|  | 9.   | Red Star            | 31 | 30 | 12 | 7 | 11 | 47 | 58  | 0,81  |
|  | 10.  | Sète                | 30 | 30 | 11 | 8 | 11 | 46 | 48  | 0,958 |
|  | 11.  | Fives               | 28 | 30 | 12 | 4 | 14 | 54 | 45  | 1,2   |
|  | 12.  | Roubaix             | 27 | 30 | 11 | 5 | 14 | 50 | 61  | 0,82  |
|  | 13.  | Antibes             | 26 | 30 | 11 | 4 | 15 | 50 | 64  | 0,781 |
|  | 14.  | Cannes              | 25 | 30 | 8  | 9 | 13 | 48 | 55  | 0,873 |
|  | 15.  | Rennes              | 20 | 30 | 8  | 4 | 18 | 38 | 58  | 0,655 |
|  | 16.  | Mulhouse            | 15 | 30 | 6  | 3 | 21 | 48 | 102 | 0,471 |

Legenda:
      Campione di Francia
      Retrocesse in Division 2 1937-1938
Note:
Due punti a vittoria, uno a pareggio, zero a sconfitta.

## Statistiche

### Individuali

#### Classifica marcatori
| Gol |  |  | Giocatore             | Squadra             |
| --- |  |  | --------------------- | ------------------- |
| 30  |  |  | Oskar Rohr            | Strasburgo          |
| 28  |  |  | Mario Zatelli         | Olympique Marsiglia |
| 27  |  |  | Jean Nicolas          | Rouen               |
| 22  |  |  | Roger Couard          | RC Paris            |
| 22  |  |  | Henri Hiltl           | Excelsior Roubaix   |
| 18  |  |  | Désiré Koranyi        | Sete                |
| 18  |  |  | Fernand Planquès      | Antibes             |
| 17  |  |  | Jules Bigot           | Olympique Lillois   |
| 16  |  |  | Roger Courtois        | Sochaux             |
| 16  |  |  | Antoine Franceschetti | Cannes              |
| 16  |  |  | André Simonyi         | Red Star            |

## Percorso dei club nelle coppe europee
| Club                | Competizione                                              | Risultato        | Ultimo avversario        |
| ------------------- | --------------------------------------------------------- | ---------------- | ------------------------ |
| Olympique Marsiglia | Torneo Internazionale dell'Expo Universale di Parigi 1937 | Quarti di finale | Chelsea (1-1, sorteggio) |
| Sochaux             | Torneo Internazionale dell'Expo Universale di Parigi 1937 | Quarti di finale | Bologna (1-4)            |